# 경기도광주하남교육지원청
경기도광주하남교육지원청(京畿道廣州河南敎育支援廳, Gwangju Hanam Office of Education)은 경기도 광주시와 하남시를 관할하는 경기도교육청 산하의 교육지원청이다.
교육장은 장학관으로 보한다.

## 산하기관

### 유치원
광주시
하남시

### 초등학교
광주시
| - 경안초등학교 - 고산하늘초등학교 - 곤지암초등학교 - 광남초등학교 - 광주광명초등학교 - 광주도평초등학교 - 광주매곡초등학교 - 광주초등학교 | - 광지원초등학교 - 남한산초등학교 - 도곡초등학교 - 도궁초등학교 - 도수초등학교 - 도척초등학교 | - 만선초등학교 - 번천초등학교 - 벌원초등학교 - 분원초등학교 - 삼리초등학교 - 선동초등학교 | - 쌍령초등학교 - 양벌초등학교 - 오포초등학교 - 초월초등학교 - 탄벌초등학교 - 태전초등학교 |

하남시
| - 고골초등학교 - 나룰초등학교 - 덕풍초등학교 - 동부초등학교 | - 망월초등학교 - 미사강변초등학교 - 산곡초등학교 - 서부초등학교 | - 신장초등학교 - 신평초등학교 - 창우초등학교 | - 한홀초등학교 - 하남천현초등학교 - 하남초등학교 - 하남풍산초등학교 |

### 중학교
광주시
| - 경안중학교 - 경화여자중학교 - 곤지암중학교 | - 광수중학교 - 광일중학교 | - 광주광남중학교 - 광주중학교 | - 초월중학교 - 탄벌중학교 |

하남시
| - 남한중학교 - 덕풍중학교 | - 동부중학교 - 미사강변중학교 | - 신장중학교 - 신평중학교 | - 하남중학교 |

## 같이 보기
- 대한민국 교육부